# 塞內加爾國家奧林匹克及體育委員會
塞內加爾國家奧林匹克及體育委員會（Senegal National Olympic and Sports Committee）是塞內加爾的國家奧林匹克委員會及體育部門。該組織成立於1961年，是國際奧林匹克委員會及非洲國家奧林匹克委員會聯合會的成員。1964年，首次派員參加在日本東京舉行的夏季奧運會。
現時，塞內加爾國家奧林匹克及體育委員會的總部設在首都達喀爾，主席是Mamadou D. Ndiaye。 

## 資料來源
1. ↑  .   [2014-05-01]. （原始内容存档于2009-01-06）.